# Jörg Haider
Jörg Haider (Bad Goisern, 26 de Janeiro de 1950 – Köttmannsdorf, 11 de Outubro de 2008) foi um político austríaco, nacionalista, à data da sua morte era presidente da Aliança para o Futuro da Áustria (BZÖ) e governador da Caríntia.

## Biografia

### Juventude
Jörg Haider nasceu na Alta Áustria, filho de um sapateiro, e frequentou a escola primária da sua aldeia, onde foi um bom aluno. Apesar das dificuldades económicas de seus pais foi para Bad Ischl, para o ensino secundário e esteve sempre entre os melhores alunos da sua turma. Foi em Bad Ischl que teve os primeiros contactos com organizações nacionalistas, entre as quais a Burschenschaft Albia, um grupo estudantil de direita.
Concluiu o curso secundário com distinção, em 1968, e foi para a faculdade em Viena, onde se filiou no Burschenschaft Silvania. Depois de se formar em Direito pela Universidade de Viena, em 1973, esteve no exército, onde se voluntariou para cumprir mais tempo do que o serviço militar obrigatório. Em 1974 começou a trabalhar na Faculdade de Direito da Universidade de Viena, no departamento de Direito Constitucional. Casou em 1976 e teve duas filhas.

### Carreira política
Em 1977 torna-se membro do Partido da Liberdade da Áustria (FPÖ), naquele tempo partido liberal da direita, que fez farte da coligação governamental do Partido Social-Democrata da Áustria (SPÖ) do chanceler Fred Sinowatz de 1983 a 1986. Em 1986 torna-se presidente do partido e ocupou o cargo até 2000.
Quando Haider assume a chefia do FPÖ, este não passa de um pequeno partido contestatário que não obtém mais de 250 000 votos. Em 1989 é eleito Landeshauptmann (governador) da Caríntia, mas em 1991 tem que renunciar ao cargo, devido ao escândalo provocado por Haider ter elogiado a política de emprego do Terceiro Reich.
Em 1999 torna-se candidato a Chanceler Federal para 2000, mas a União Europeia obriga a Áustria a cancelar a sua nomeação devido às suas tendências de extrema-direita. Nesse ano é de novo eleito governador Caríntia, com o apoio dos conservadores do Partido Popular Austríaco (ÖVP). Foi reeleito em 2004, com o apoio dos sociais-democratas do SPÖ, e ocupava o cargo à data da sua morte.
Entretanto, em 2000, o seu partido obtém 26,9% dos votos, o que leva a negociar a entrada do FPÖ no governo formado por Wolfgang Schüssel.
Em Abril de 2005 sai do FPÖ e funda a Aliança para o Futuro da Áustria (BZÖ), para prosseguir a política de aliança com o partido conservador, ÖVP. Os seis ministros bem como vários dos deputados do FPÖ aderem então ao novo partido. Nas eleições de 1 de Outubro de 2006, o BZÖ obtém apenas 8 lugares, com 4,2% dos votos de toda a Áustria, contra 11,2% do FPÖ (21 lugares), com o qual as relações se mantêm tensas. Depois da queda da coligação FPÖ-ÖVP, os dois partidos de extrema-direita somaram quase 30% dos votos nas eleições legislativas de 28 de Setembro de 2008, com 11% (21 lugares) para o BZÖ e 18% (35 lugares) para o FPÖ, mas os dois não encaram uma aproximação.
Apesar da sua demagogia populista de aspecto xenófobo e da sua ambiguidade a respeito do nacional-socialismo, nos últimos anos ele moderou o seu discurso para atraír os eleitores democratas-cristãos.

## Morte
Morreu vítima de um acidente de automóvel,  embriagado com uma taxa de alcoolemia de 1,8 gramas de álcool por litro de sangue. Conduzia a 142 km/h, numa estrada em que a velocidade máxima permitida é de 70 km/h, no momento do acidente, informou o Ministério Público na cidade austríaca de Klagenfurt. Jörg Haider, de 58 anos, estava sozinho no carro oficial, viajando pelo sul da capital da Caríntia, quando o veículo saiu da estrada por razões desconhecidas, logo depois de ele ter feito uma ultrapassagem e voltado à sua faixa. O carro capotou várias vezes, e Haider ficou gravemente ferido, na cabeça e no tórax, morrendo logo depois.
Segundo as autoridades, o resultado da perícia ao Volkswagen Phaeton V6 que Haider conduzia descartou qualquer falha mecânica que pudesse ter provocado o acidente. Segundo a perícia, os danos ao carro foram tão grandes que nem o uso do cinto de segurança e o airbag conseguiram evitar a morte do político. A polícia tem diversas hipóteses para explicar a perda de controle, ocorrida numa estrada recta e que não apresenta dificuldades para os condutores. Entre elas, a falta de visibilidade causada pela neblina ou o excesso de velocidade. A autópsia descartou a hipótese de que Haider tenha sofrido um ataque cardíaco antes de perder o controle do carro. Na realidade, Jörg Haider conduzia embriagado com uma taxa de alcoolemia de 1,8 gramas de álcool por litro de sangue quando a sua viatura se despistou a 142 km/h. Haider tinha estado momentos antes num bar de homossexuais nos arredores de Klagenfurt, a capital da província austríaca da Caríntia. "Qualquer especulação de que pudesse haver qualquer outra causa que não fosse um acidente estão descartadas", disse Gottfried Kranz, da Procuradoria de Klagenfurt, à agência APA.
Segundo declarações de Stefan Petzner, que lhe sucedeu como líder da Aliança para o Futuro da Áustria (BZÖ), mantinha com ele, 31 anos mais novo, uma relação amorosa. "Para nós é o fim do mundo", disse Petzner.

## Obras Publicadas
- Friede durch Sicherheit Freiheitliches Bildungswerk, Wien, 1992
- Europa der Regionen Stocker, Graz: ISBN 3702006761, 1993 (Umberto Bossi, Joze Pucnik, Jörg Haider)
- Die Freiheit, die ich meine Ullstein Verlag GmbH, Frankfurt/Main - Berlin, 1993
- The Freedom I Mean Swan Books, New York, 1995
- Befreite Zukunft jenseits von links und rechts Ibera Verlag/European University Press GmbH, Wien, 1997
- Zu Gast bei Saddam - Im Reich des Bösen Ibera Verlag/European University Press GmbH, Wien, 2003
- Bewegung Ibera Verlag: ISBN 3850521745, 2004